# 王维国
王维国（1919年11月—1993年6月6日），男，河北元氏万年村人，中华人民共和国军事人物，曾为中国人民解放军空军大校、中国共产党第九届中央委员会候补委员，后受林彪反革命集团案牵连而被判刑。

## 生平

### 早年
1932年参加组织了“反帝大同盟元氏分盟”；在保定读书期间受到了共产党的影响，向往革命。1933年参加了共产主义青年团。毕业于元氏师范学校，高中文化。1938年4月到中共元氏县委机关工作，历任八路军元氏县独立营指导员、游击大队主任。
1938年6月，王维国加入中国共产党。1940年3月调八路军第一二九师政工队学员。1940年9月起，历任八路军第一二九师新编第11旅教导队指导员、营教导员。1941年11月起，历任山西昔东独立营副政委、第50团副政委兼团长。
1946年2月，任太行军分区第34团政委（其间，1946年10月到1947年8月在晋冀鲁豫中央局党校学习）。1947年8月起，历任中原野战军第九纵队第25旅第73团团长、政委，豫西军区警卫1团政委，警卫2旅4团政委，河南军区警卫1团政委。

### 建國後
1950年12月，任河南军区政治部青年部部长。1952年7月任中国人民解放军空军陆战第1师政治部副主任、主任。1954年6月起，历任空军航空兵第19师副政委、政委。1960年6月，晋升为大校军衔。1961年2月，免职等待分配。1962年2月起任空四军政治部副主任。1963年2月任空四军政治部主任。1965年任空五军副政委兼政治部主任。
1967年3月5日任空四军第二政委、上海市革命委员会常委。1968年1月兼上海市公检法军事管制委员会主任、临时常委、书记。1969年3月任空四军第一政委。当选中共第九届中央候补委员。1970年3月兼任上海市革命委员会副主任。1971年1月兼任中共上海市委常委。

### 林彪事件及其後
1971年3月31日晚至4月1日，林立果根据《五七一工程纪要》中在“准备阶段”成立“指挥班子”的“实施要点”，召集该《纪要》中确定的指挥班子成员陈励耘、南京军区空军政委江腾蛟、空四军政委王维国、南京军区空军副司令员周建平，在上海市岳阳路原上海市少年科技站的市委警卫处招待所秘密开会。后来中共将此次会议称为“上海会议”，林立果则称之为“三国四方会议”。陈励耘、王维国、周建平直到1971年9月被隔离审查，一直不知道《五七一工程纪要》的存在，也不知道林立果有谋害毛泽东的计划。
1971年9月九一三事件发生后，1971年9月20日，王维国接到徐景贤打来的电话，说王洪文请他到锦江饭店去“看文件”，南京军区司令许世友奉毛泽东和周恩来之命，在上海市革命委员会副主任王洪文的配合下，由南京军区副司令肖永银率部在上海锦江饭店秘密逮捕王维国。9月20日王维国很快被隔离审查，他被怀疑在1971年犯有与林彪反革命集团在《五七一工程纪要》中谋害毛泽东的罪行。
1978年4月，王维国被中国共产党开除党籍。1982年2月，王维国被开除中国人民解放军军籍。1982年，王维国被中国人民解放军军事法院以“积极参加反革命集团罪”、“参与策动武装叛乱罪”、“反革命罪”判处有期徒刑14年、剥夺政治权利3年；同年王维国提起上诉，二审被中华人民共和国最高人民法院裁定维持原判。1985年，王维国刑满释放，被安置在河北省邯郸市永年县。
1993年，王维国病逝，享年74岁。